# Xenophidion acanthognathus
Xenophidion acanthognathus е вид влечуго от семейство Xenophidiidae.

## Разпространение
Видът е разпространен в Малайзия.